# Bleekeria
Bleekeria — рід окунеподібних риб родини піщанкових (Ammodytidae), представники якого мешкають в Індійському та на заході Тихого океану.

## Класифікація
Рід містить 4 види:
- Bleekeria kallolepis Günther, 1862
- Bleekeria mitsukurii D. S. Jordan & Evermann, 1902
- Bleekeria murtii K. K. Joshi, Zacharia & Kanthan, 2012[2]
- Bleekeria viridianguilla (Fowler, 1931)